# Philip Tan
Philip Tan (ur. 1960) – brytyjski aktor, statysta i kaskader singapurskiego pochodzenia.

## Życiorys
Urodził się w Singapurze, gdzie spędził wczesne dzieciństwo, następnie zaś, w wieku pięciu lat, wyemigrował z rodziną do Wielkiej Brytanii.
W młodości rozpoczął karierę sportową. Początkowo zajmował się gimnastyką, z czasem zainteresowały go sztuki walki. Jest zdobywcą tytułu Brytyjskiego Mistrza Taekwondo.
Na początku lat 80. XX wieku wdarł się do przemysłu filmowego. Pierwszy występ (epizodyczną rolę zbira) zaliczył w filmie Szatański plan doktora Fu Manchu (The Fiendish Plot of Dr. Fu Manchu, 1980) z Peterem Sellersem, przy realizacji którego pracował zresztą głównie jako choreograf scen walki. Po roli w tragikomedii Parada szeregowców (Privates on Parade, 1982) pojawił się w trzech odcinkach popularnego serialu Doctor Who (1982) jako Chinaman. Zagrał niewielkie role w filmie przygodowym Greystoke: Legenda Tarzana, władcy małp (Greystoke: The Legend of Tarzan, Lord of the Apes, 1984) oraz dwóch produkcjach hollywoodzkich − kultowym filmie akcji Indiana Jones i Świątynia Zagłady (Indiana Jones and the Temple of Doom, 1984) i nagrodzonym Oscarem kasowym przeboju fantasy Batman (1989). Odegrał drugoplanową postać Tanaki w komediowym filmie sensacyjnym Ostry poker w Małym Tokio (Showdown in Little Tokyo, 1991), w Krwawym sporcie II (Bloodsport II: The Next Kumite, 1996) z Patem Moritą i Danielem Bernhardtem pojawił się jako John.
Jest także statystą i kaskaderem filmowym. W 1986 roku podpisał kontrakt ze stowarzyszeniem The British Stunt Register. Mieszka w Los Angeles w Stanach Zjednoczonych i nadzoruje wysokobudżetowe produkcje w charakterze choreografa walki filmowej i koordynatora scen kaskaderskich. Ta działalność przyniosła mu dwie nominacje do nagrody Screen Actors Guild. Okazjonalnie pracuje jako reżyser zastępczy.